# Землетрясение в Алжире (1716)
С февраля по май 1716 года в Алжире произошла череда землетрясений. Самый сильный и разрушительный толчок произошёл 3 февраля с оценочной магнитудой 7,0. Эпицентр землетрясения находился в районе города Алжир. Погибло около 20 000 человек. Землетрясение ощущалось в Катании, Сиракузах и на Сицилии.

## Тектоническая обстановка
Территория Алжира расположена вблизи сложной и плохо очерченной конвергентной границы плиты, отделяющей Африканскую плиту от Евразийской плиты. Плиты создают зону соприкосновения на севере Алжира, которая образована главным образом надвигами, как на берегу, так и далеко от моря. Надвиг образовал Атласские горы в Алжире и Марокко. Тектоническая ситуация в Алжире также делает страну уязвимой для крупных и смертоносных сейсмических событий с магнитудой более 6,0. Прибрежные разломы также создают угрозу цунами для побережья Алжира во время сильных землетрясений.

## Землетрясение
Считается, что источником землетрясения является северо-западный надвиг, известный как Сахельский разлом, который проходит вдоль северного побережья Алжира. Палеосейсмологические исследования вдоль разлома на протяжении около 60 км выявили свидетельства сильного землетрясения или землетрясений, произошедших в тот же период, что и описываемое разрушительное землетрясение. Поверхностные разрывы, обнаруженные при рытье траншей, и радиоуглеродное датирование древесного угля привели к выявлению двух исторических землетрясений до 1211 года н. э., трёх между 778 и 1779 годами н.э. и трёх после 1727 года н. э.. Землетрясение 1716 года, наряду с другим событием в 1365 году, попало в диапазон палеоземлетрясений и может соответствовать активности на Сахельском разломе.
В «Едином каталоге основных землетрясений на Севере Алжира с 856 до н. э. по 2008 года» указывается предположительная магнитуда землетрясения — 7,0.

## Последствия
Первый толчок произошёл 3 февраля в 9:45 по местному времени. Обрушилось много ветхих домов. Хорошо построенные здания, включая мечети, получили обширные трещины. Имеется подробная документация о повреждении 204 домов и четырёх мечетей или дворцов. Алжир был почти полностью разрушен после землетрясения. Во дворце «Дар Азиза» обрушились верхние этажи, потрескались стены. Многие дома на расстоянии до 3 км от Алжира также были повреждены. Вскоре произошёл сильный афтершок. Он нанёс больший ущерб и разрушил сооружения, которые остались нетронутыми землетрясением 3 февраля.